# 張亨碩
張 亨碩（チャン・ヒョンソク、Jang Hyung-Seok、1972年9月9日 - ）は、韓国の元サッカー選手。元韓国代表。ポジションはディフェンダー。

## 来歴
1997年に韓国代表デビュー。1998 FIFAワールドカップにも出場した。韓国代表で11試合に出場、1得点をあげた。

## 代表歴

### 出場大会
- 韓国代表
  - 1998 FIFAワールドカップ

### 試合数
- 国際Aマッチ 11試合 1得点（1997年-1998年）[1]

| 韓国代表 | 国際Aマッチ | 国際Aマッチ |
| 年       | 出場        | 得点        |
| -------- | ----------- | ----------- |
| 1997     | 5           | 0           |
| 1998     | 6           | 1           |
| 通算     | 11          | 1           |